# Хмельницький Рафаїл Павлович
Хмельни́цький Рафаї́л Па́влович (нар. 27 вересня 1898 — пом. 9 січня 1964) — радянський військовик, генерал-лейтенант (1940).

## Біографія
Народився 27 вересня 1898 року в місті Кременчук Полтавської губернії. Єврей.
У жовтні 1916 року призваний до Російської імператорської армії, перебував у 5-му запасному артилерійськову дивізіоні. У квітні 1917 року закінчив навчальну команду розвідників і направлений на Південно-Західний фронт, де воював у складі 46-ї артилерійської бригади.
У січні 1919 року вступив до РСЧА та призначений на посаду секретаря Кременчуцького повітового військкомату, з квітня 1919 року — начальник кінних і піших загонів Кременчуцької міліції, згодом — комендант залізничної станції Знам'янка. З червня 1919 року — представник ЧК з розквартирування військ Червоної Армії. У грудні 1919 — січні 1920 року перебував у більшовицькому підпіллі, потім був політпрацівником агітаційного відділу Харківського губернського військкомату. З травня 1920 року — секретар члена РВР 1-ї кінної армії. Брав участь в боях на Південно-Західному та Південному фронтах проти білополяків, військ А. Денікіна, П. Врангеля та проти українських повстанських військ.
Брав участь у придушенні повстання в Кронштадті, за що нагороджений орденом Червоного Прапора.
З червня 1921 по жовтень 1922 року — виконувач обов'язків ад'ютанта командувача військами Північно-Кавказького військового окуругу.
У жовтні 1922 року направлений на навчання. У липні 1926 року закінчив Військову академію РСЧА імені М. В. Фрунзе і направлений командиром роти (стажером) 32-го стрілецького полку 11-ї стрілецької дивізії.
З липня 1927 року — помічник начальника 1-го відділення штабу Московського ВО, згодом — командир і комісар 2-го стрілецького полку Московської пролетарської стрілецької дивізії.
З серпня 1929 року — офіцер для особливих доручень при народному комісарі по військовим і морським справам СРСР. З червня 1930 року — командир і комісар 1-го стрілецького полку Московської Пролетарської стрілецької дивізії. З квітня 1931 року помічник командира дивізії.
З 15 листопада 1931 по листопад 1934 року — командир Московської Пролетарської стрілецької дивізії.
З грудня 1934 року — офіцер для особливо важливих доручень при наркомі по військовим і морським справам СРСР, з січня 1935 року — ад'ютант наркома оборони СРСР.
20 листопада 1935 року Р. Хмельницькому присвоєно військове звання «комдив» (Наказ НКО СРСР по особовому складу № 2396 від 20.11.1935).
У червні 1940 року призначений командиром 34-го стрілецького корпусу Північно-Кавказького ВО. У 1941 році корпус було перекинуто на захід, де він увійшов до складу19-ї армії.
Учасник німецько-радянської війни з червня 1941 року. У складі військ Західного фронту корпус брав участь в оборонних боях під Смоленськом. В ході цих боїв не упорався з управлінням військами корпусу та не виконав наказ командування про наступ на Смоленськ, за що наприкінці липня 1941 року був усунутий від командування корпусом і направлений в розпорядження Військової Ради Волховського фронту. У вересні 1941 року був поранений і направлений на лікування.
З липня 1942 року — в розпорядженні заступника наркома оборони СРСР К. Ворошилова. З вересня 1942 року — начальник Управління забезпечення Центрального штабу партизанського руху, з грудня 1942 року — офіцер для особливих доручень заступника наркома оборони Б. Шапошникова.
З квітня 1943 року і до кінця війни — начальник виставки зразків трофейного озброєння.
У червні 1946 року Р. П. Хмельницький «за зловживання» був усунутий з посади й направлений у розпорядження ГУК НКО СРСР, а згодом — у розпорядження командуючого артилерією РСЧА.
З квітня 1947 року — керуючий справами Академії артилерійських наук МО СРСР, з лютого 1948 року — в розпорядженні ГУК МО СРСР.
З березня 1948 року — в запасі.
Помер 9 січня 1964 року. Похований на Новодівочому цвинтарі в Москві.

## Нагороди
Нагороджений орденом Леніна (21.02.1945), трьома орденами Червоного Прапора (1921, 1921, 03.11.1944), орденом Вітчизняної війни 1-го ступеня (25.09.1944), двома орденами Червоної Зірки (1934, 22.02.1938) та медалями.